# Théâtre de l'Octogone
Le Théâtre de l'Octogone est une institution culturelle de la Ville de Pully, en Suisse. Inauguré en septembre 1979, ce lieu intimiste accueille des figures emblématiques du monde du spectacle vivant. L’Octogone est l’une des premières institutions de Suisse romande à avoir réservé une place de choix à la danse contemporaine.

## Introduction
Le Théâtre de l’Octogone se démarque dans le paysage urbain par sa forme atypique et sa singulière structure en béton cassé. L’édifice dispose d’une salle de spectacle de 455 places et d’un studio de danse. Conçue en dénivelé, la salle intimiste offre une acoustique et une visuelle optimales. Les pièces de théâtre, les concerts et les spectacles de danse contemporaine rythment une saison éclectique ouverte à toutes les catégories d’âge et de classes sociales. L’Octogone peut se targuer de programmer les plus grands chorégraphes internationaux tels que Carolyn Carlson, William Forsythe, Akram Khan, Benjamin Millepied, Hofesh Shechter, Marie-Claude Pietragalla, Sidi Larbi Cherkaoui. Par ailleurs, depuis 1993, le théâtre offre à la compagnie de danse Linga une résidence entre ses murs.
À la rencontre de nouvelles synergies, L’Octogone ouvre également ses portes à la diversité. Les événements présentés par Pour l’Art (cycle de musique de chambre) et le festival Pully-Lavaux à l’heure du Québec viennent enrichir ponctuellement le programme hors saison.
En 2011, Yasmine Char a succédé à Jean-Pierre Althaus à la direction du Théâtre,.

## Histoire
Le Théâtre de l’Octogone a été construit en 1979 par le bureau d’architecture « réalisation scolaires et sportives » dirigé par les architectes Michel Robert Weber et Yves Balmas. En élaborant ce lieu, ils ont voulu faire un rapprochement symbolique entre la vocation viticole de cette région et sa vive aspiration vers la culture. L’Octogone par sa forme, évoque un pressoir dans lequel le public se rend pour « déguster » le talent des artistes. Depuis le premier spectacle organisé sur sa scène en novembre 1979, l’Octogone a proposé une succession de saisons artistiques composée de 20 à 30 spectacles qui ont fait sa réputation régionale, nationale et internationale. Dès son lancement, il a connu le succès public et médiatique, au point de devenir un acteur culturel incontournable de la région lémanique. En quarante ans, l’Octogone a accueilli un millier de productions, 150 créations et plus de 700 000 spectateurs.

## Le foyer
En 2018, la Municipalité de Pully a dédié un budget à la rénovation et à la mise aux normes du foyer du Théâtre de L’Octogone. Le bureau d’architecture SAS, s’est chargé de la réalisation des travaux, placés sous l’égide de Pierre Winthrop. Le nouveau foyer a été inauguré en septembre 2019 pour le lancement de la 40ème saison du Théâtre.